# Meleoma antennensis
Meleoma antennensis is een insect uit de familie van de gaasvliegen (Chrysopidae), die tot de orde netvleugeligen (Neuroptera) behoort. 
Meleoma antennensis is voor het eerst wetenschappelijk beschreven door Tauber in 1969.